# Olympische Sommerspiele 1984/Teilnehmer (Swasiland)
| Gelbes Symbol für Goldmedaillen mit stilisierten Olympischen Ringen | Graues Symbol für Silbermedaillen mit stilisierten Olympischen Ringen | Braundes Symbol für Bronzemedaillen mit stilisierten Olympischen Ringen |
| ------------------------------------------------------------------- | --------------------------------------------------------------------- | ----------------------------------------------------------------------- |
| —                                                                   | —                                                                     | —                                                                       |

Swasiland nahm an den Olympischen Sommerspielen 1984 in Los Angeles, USA, mit einer Delegation von acht Sportlern (allesamt Männer) teil.

## Teilnehmer nach Sportarten

### Boxen
- Leonard Makhanya
Fliegengewicht: 17. Platz

- Jonathan Magagula
Federgewicht: 17. Platz

- Bhutana Magwaza
Halbweltergewicht: 17. Platz

### Gewichtheben
- Paul Hoffman
Mittelgewicht: 19. Platz

### Leichtathletik
- Clifford Mamba
100 Meter: Vorläufe
200 Meter: Vorläufe

- Vusie Dlamini
800 Meter: Vorläufe

- Sam Hlawe
Marathon: 45. Platz

### Schwimmen
- Trevor Ncala
100 Meter Freistil: 62. Platz
200 Meter Freistil: 53. Platz
100 Meter Schmetterling: 51. Platz